# 利亨湖

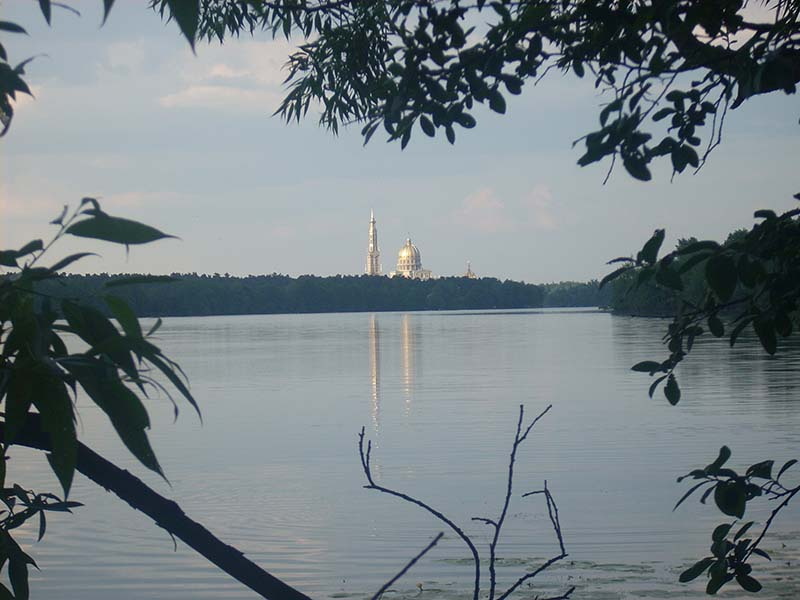

52°18′30″N 18°20′19″E / 52.30833°N 18.33861°E
利亨湖（波蘭語：Jezioro Licheńskie）是波蘭的湖泊，位於該國中西部大波蘭省，處於科寧縣，舊利亨即位於湖畔，面積1.5平方公里，平均水深4.5米，最大水深12.8米，湖水用於發電站冷卻系統。